# Pianoconcert nr. 17 (Mozart)
Pianoconcert nr. 17 in G majeur, KV 453, is een pianoconcert van Wolfgang Amadeus Mozart. Volgens de datum die Mozart zelf op de bladmuziek schreef had hij het stuk op 12 april 1784 voltooid.

## Orkestratie
Het pianoconcert is geschreven voor:
- Fluit
- Twee hobo's
- Twee fagotten
- Twee hoorns
- Pianoforte
- Strijkers

## Onderdelen
Het pianoconcert bestaat uit drie delen:
1. Allegro
2. Andante
3. Allegretto - presto